# Xavier Almeida
Xavier Almeida (* 1994 in Neuchâtel) ist ein Schweizer Jazzmusiker (Piano, Schlagzeug, Komposition).

## Leben und Wirken
Almeida entdeckte als Gymnasiast den Jazz. An der Hochschule Luzern erwarb er im Jazzstudiengang den Bachelor of Arts in Music und anschliessend den Master in Musikpädagogik.
Bereits im Studium wirkte Almeida als Pianist in verschiedenen Projekten mit, etwa im Klaviertrio «Autofahren» und im Quartett Qataraqt, dem er bis heute angehört (gleichnamige EP mit eigenen Kompositionen 2019). Im Quartett Itakiry um Sängerin Chiara Schönfeld trat er 2022 auf dem Schaffhauser Jazzfestival auf; mit Itakiry entstanden 2021 die Single «Unknown Desire» und die EP «Shadows of Ourselves»; 2022 folgte das Debütalbum «Itakiry».
Als Schlagzeuger spielte Almeida zunächst in diversen Pop- und Metal-Bands, dann von 2016 bis 2020 in der Band Chromatic Trio, für die er auch arrangierte (Album False Symetry 2019). Aktuell ist er Schlagzeuger des Trios Arbre mit der Pianistin Mélusine Chappuis und dem Flügelhornisten Paul Butscher, das 2022 bei Unit Records sein Album Lunaires veröffentlichte und 2023 den ZKB Jazzpreis gewann.
Almeida lehrt ausserdem an der Swiss Jazz School. Er komponierte zudem das musikalische Märchen Les aventures de Basile.